# Facultad de Medicina (subte de Buenos Aires)
La estación Facultad de Medicina forma parte de la línea D de la red de subterráneos de la Ciudad de Buenos Aires. Se encuentra localizada debajo de la avenida Córdoba adyacente a la plaza Houssay, entre las calles Junín y José Evaristo Uriburu, frente a la entrada principal de la Facultad de Ciencias Económicas de la Universidad de Buenos Aires, en el límite entre los barrios de Balvanera y Recoleta. La estación fue construida por la compañía española CHADOPyF e inaugurada el 10 de junio de 1938.
Posee una tipología subterránea con dos andenes laterales y dos vías. Posee un vestíbulo al nivel de las plataformas con los accesos en la calle mediante escaleras, escaleras mecánicas y ascensores y servicio de wifi público.

## Historia
Recibe el nombre debido a que al momento de su inauguración se encontraba frente al edificio de la antigua Facultad de Medicina, que más tarde sería adjudicado a la  Facultad de Ciencias Económicas.
Durante los primeros gobiernos de Juan Domingo Perón la estación se llamó Justicialismo, como consta en mapas de la red de 1955.
En 1997 esta estación fue declarada monumento histórico nacional.

## Decoración
Como continuación del ciclo que compara la Argentina de la década de 1830 con la de 1930, y que recorre la sección inicial de esta línea, la estación Facultad de Medicina posee dos murales de 15,5 x 1,8 metros de superficie basados en bocetos de Alfredo Guido de 1936, y realizados por Cattaneo y Compañía en Buenos Aires, a diferencia de los murales de la anterior línea construida también por la CHADOPyF, cuya temática y origen eran españoles. El primero de ellos está ubicado en el andén con dirección a Congreso de Tucumán y muestra a la ciudad de Rosario en 1836, identificada por la posta, la trilla y la chacra. En contraste, el mural del andén con dirección a Catedral refleja la Santa Fe progresista de 1938, el puente Setúbal, el río Paraná y la Rosario portuaria del siglo XX.
A pesar de ser una estación protegida por decreto como monumento histórico nacional, el actual concesionario privado Metrovías realizó en 1997 una modernización estética de la misma, siendo sus paredes cubiertas con material asfáltico negro y gris y sus pisos embaldosados con cemento.
En 2015 se llevó a cabo una íntegra renovación de la estética de la estación, con unas nuevas figuras blanquinegras que fueron hechas en pintura y esténcil.

## Hitos urbanos
Se encuentran en las cercanías de esta:
- Universidad de Buenos Aires
  - Facultad de Ciencias Sociales
  - Facultad de Farmacia y Bioquímica
    - Museo de la Farmacia Dra. Rosa D'Alessio de Carnevale Bonino

  - Hospital de Clínicas José de San Martín
  - Facultad de Ciencias Económicas
    - Biblioteca Profesor Emérito Dr. Alfredo L. Palacios
    - Museo de la Deuda Externa
    - Museo Forense de la Morgue Judicial

  - Facultad de Odontología
  - Facultad de Medicina
    - Centro Cultural José Ingenieros
    - Museo de la Historia de la Medicina Vicente Aníbal
    - Centro de Investigaciones Bioenergéticas
- Palacio de Aguas Corrientes
- Plaza Houssay
- Plazoleta Maimónides
- Escuela Normal Superior N.º 1 en Lenguas Vivas Presidente R. Sáenz Peña
- Instituto de Educación Superior N.º 1 Dra. Alicia Moreau de Justo

## Imágenes

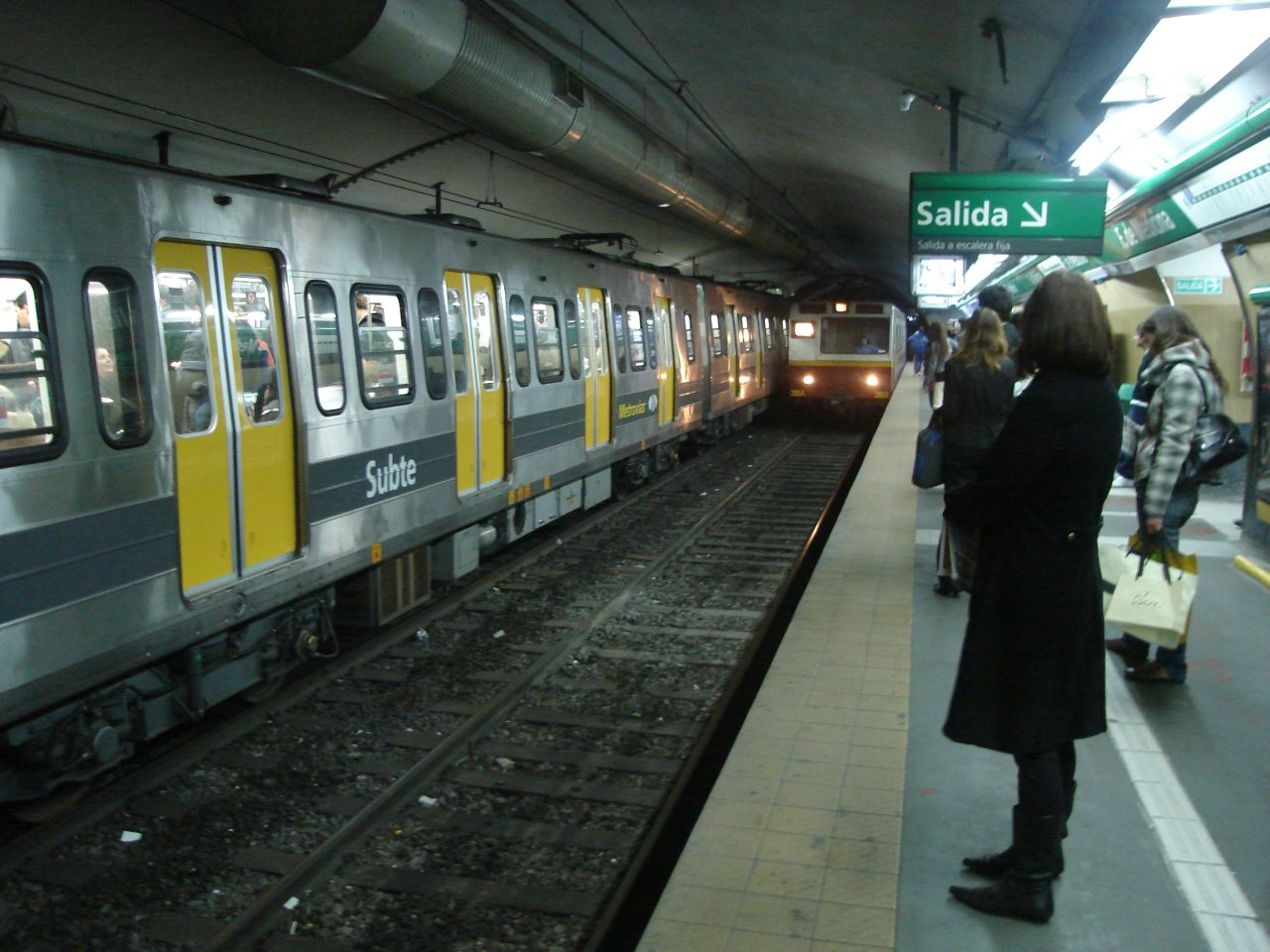
Formaciones en la estación en 2008
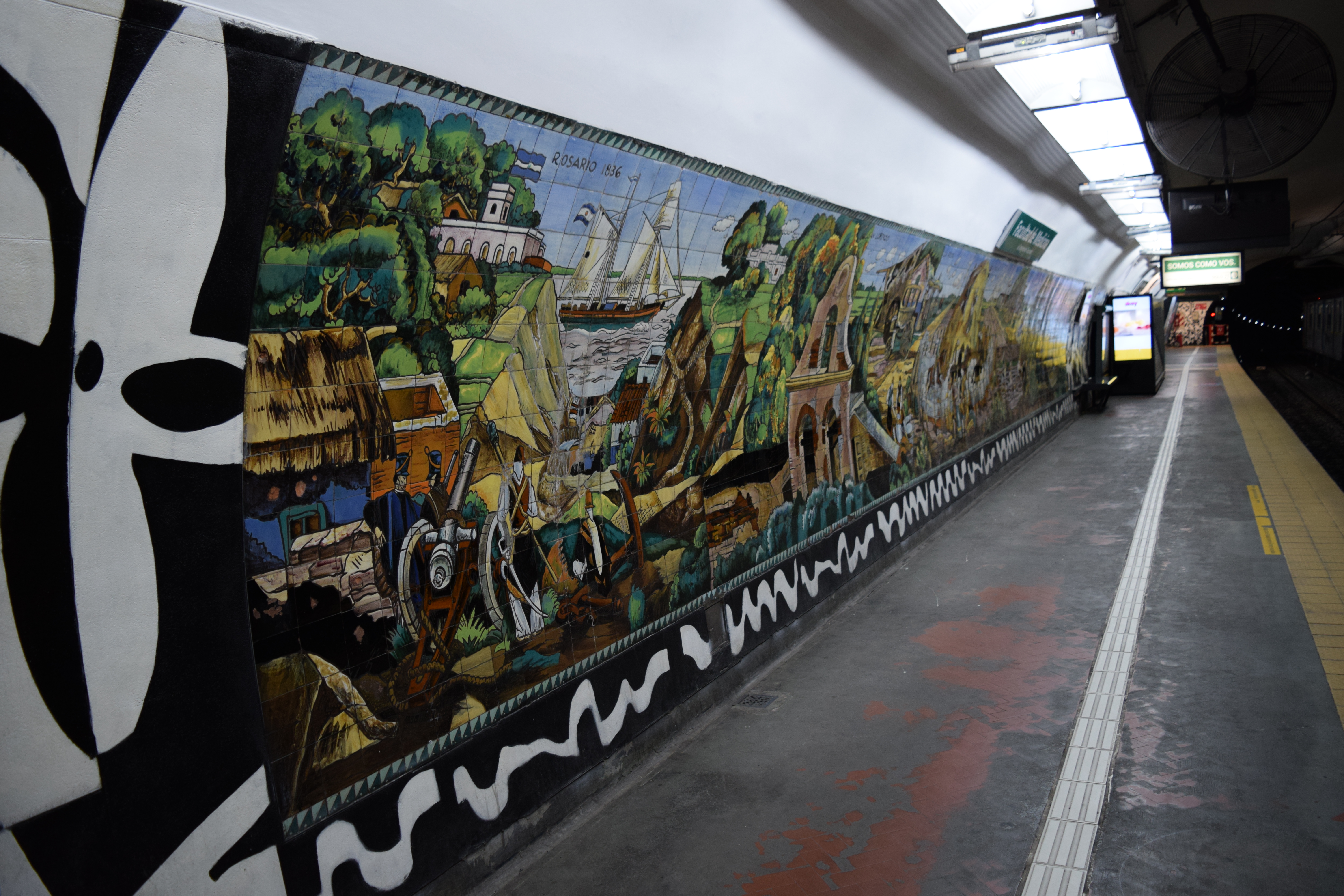
Mural en el andén sur
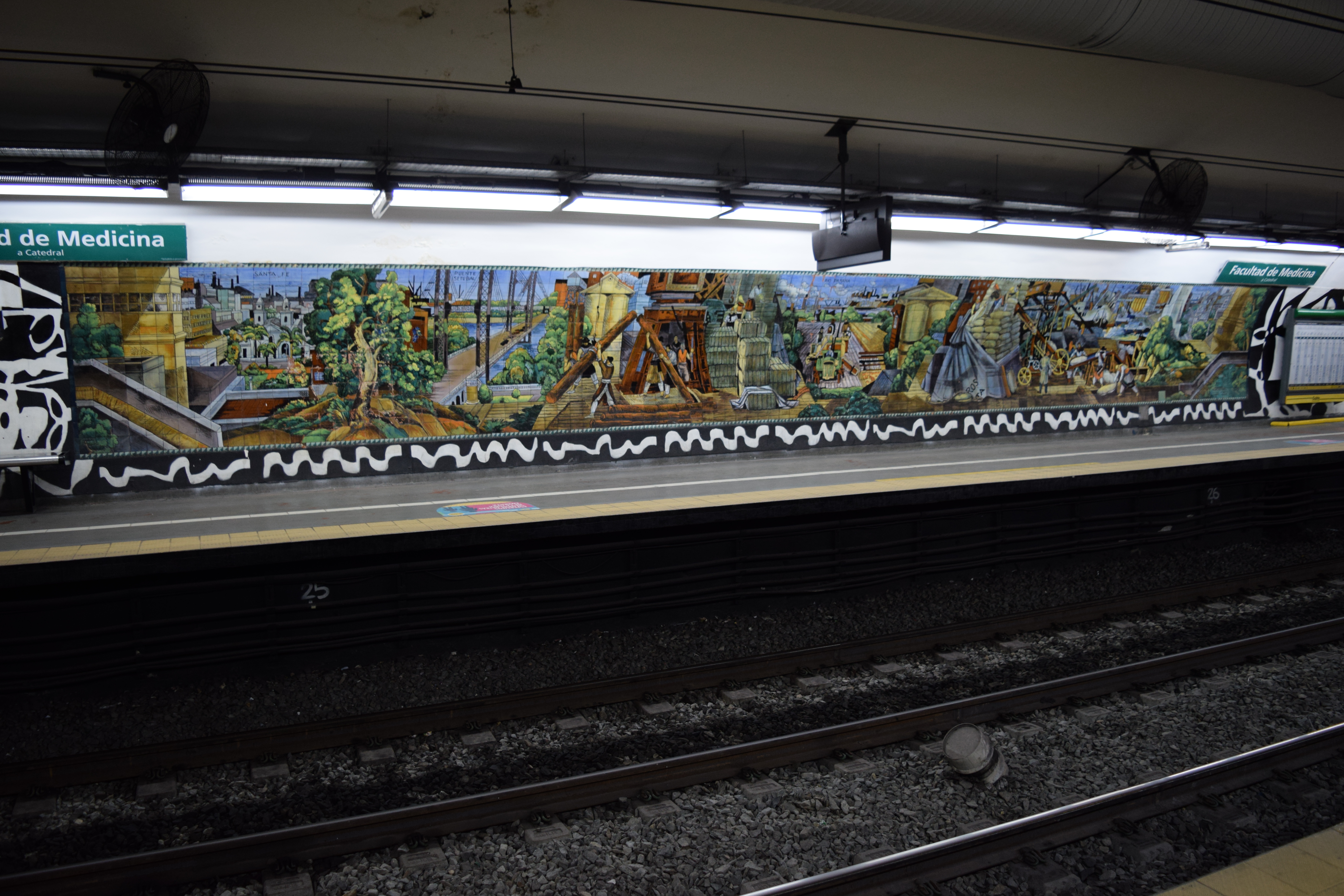
Mural en el andén norte
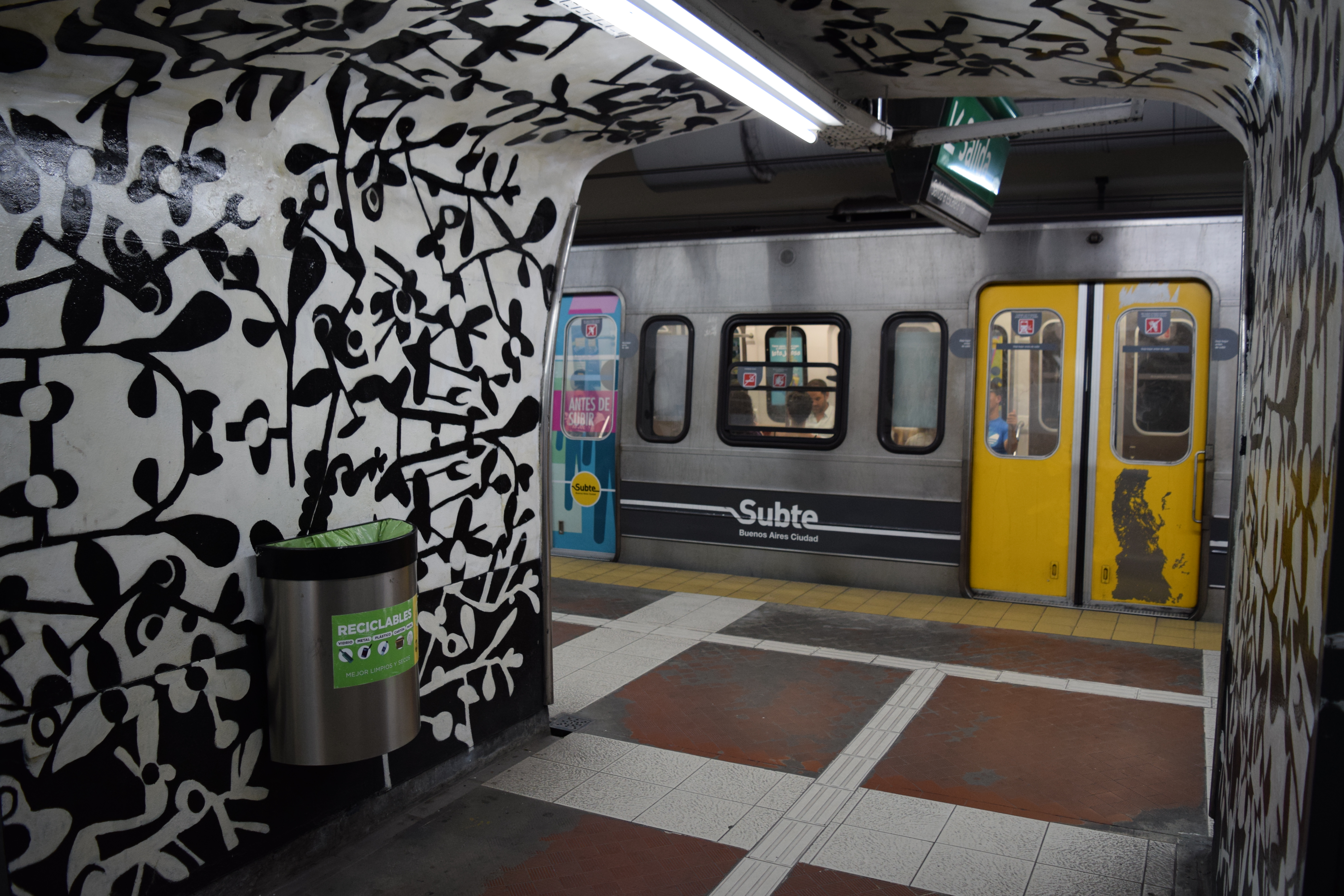
Una formación en la estación